# Blé khorasan
Pour les articles homonymes, voir Blé (plante).
Triticum turgidum subsp. turanicum
Sous-espèce
Le blé khorasan (Triticum turgidum subsp. turanicum, ou Triticum turanicum) est une sous-espèce (ou une espèce pour certains auteurs) de plantes monocotylédones de la famille des Poaceae, sous-famille des Pooideae, originaire de la région de Khorassan (nord-est de l'Iran), d'où il tire son nom. Il est également connu sous le nom commercial de Kamut.
C'est une céréale, appartenant au même genre botanique que le blé (Triticum), qui fait partie des « grains anciens », c'est-à-dire des céréales dont la culture remonte à la Préhistoire et qui ont peu évolué depuis.
Le blé khorasan est principalement cultivé en Iran, en Arménie, en Azerbaïdjan, en Ouzbékistan et au Daghestan (Russie). Le cultivar Kamut est cultivé en Amérique du Nord.
Selon des études génétiques menées sur le cultivar commercialisé par Kamut International, le blé de Khorasan serait peut-être un hybride naturel de blé dur (Triticum turgidum) et de blé de Pologne (Triticum polonicum)  originaire du Croissant fertile.

## Taxinomie

### Synonymes
Selon The Plant List (26 mai 2018) :
- Gigachilon polonicum subsp. turanicum (Jakubz.) Á.Löve
- Triticum durum subsp. turanicum (Jakubz.) L.B.Cai
- Triticum orientale Percival
- Triticum percivalianum Parodi
- Triticum turanicum var. quasinotabile Udachin & Potokina

### Liste des sous-espèces deTriticum turgidum
Selon World Checklist of Selected Plant Families (WCSP) (26 mai 2018) :
- Triticum turgidum subsp. carthlicum (Nevski) Á.Löve (1961)
- Triticum turgidum subsp. dicoccoides (Asch. & Graebn.) Thell., Naturwiss. Wochenschr. (1918)
- Triticum turgidum subsp. dicoccum (Schrank ex Schübl.) Thell., Naturwiss. Wochenschr. (1918)
- Triticum turgidum subsp. durum (Desf.) Husn. (1899)
- Triticum turgidum subsp. georgicum (Dekapr. & Menabde) Mackey ex Hanelt (2001)
- Triticum turgidum subsp. polonicum (L.) Thell., Naturwiss. Wochenschr., n.f. (1918)
- Triticum turgidum subsp. turanicum (Jakubz.) Á.Löve (1961)
- Triticum turgidum subsp. turgidum

## Description

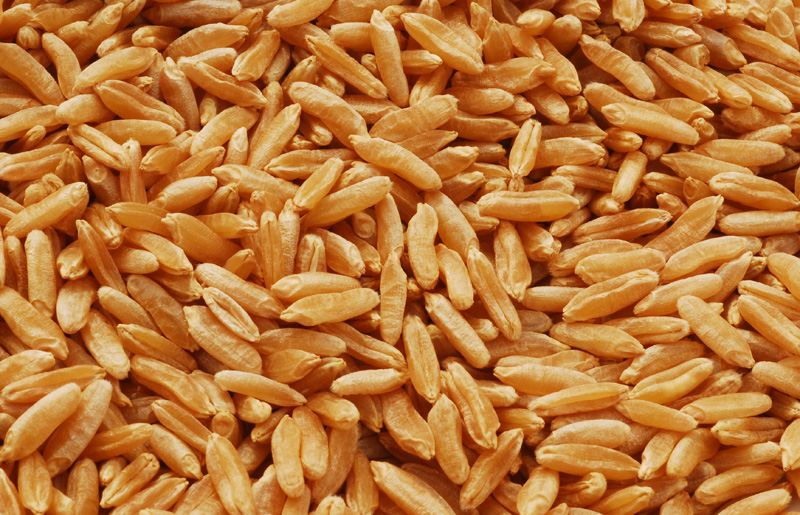
Grains de blé 'Kamut'.

Triticum turgidum est une variété de blé dont l'épi porte des grains trois fois plus gros que le blé dur. Chaque épi est formé de gros grains longs et bosselés.

## Composition
| Nutriments  | Valeur nutritive |
| ----------- | ---------------- |
| Eau         | 9,8 %            |
| Protéines   | 17,3 %           |
| Lipides     | 2,6 %            |
| Glucides    | 68,2 %           |
| Fibres      | 1,8 %            |
| Potassium   | 446 mg           |
| Phosphore   | 411 mg           |
| Magnésium   | 153 mg           |
| Calcium     | 31 mg            |
| Fer         | 4,2 mg           |
| Sodium      | 3,8 mg           |
| Manganèse   | 3,2 mg           |
| Cuivre      | 0,46 mg          |
| Vitamine B1 | 0,45 mg          |
| Vitamine B2 | 0,12 mg          |
| Niacine     | 5,54 mg          |
| Vitamine E  | 1,7 mg           |

## Histoire
L'origine précise du blé khorasan est inconnue. Décrit par John Percival en 1921, ce grain ancien provient probablement du Croissant fertile et tire son nom commun de la région historique de Khorassan qui comprenait une grande partie du nord-est de l'Iran et s'étendait en Afghanistan ainsi qu'en Asie centrale, jusqu'au fleuve Amou-Daria.
Le blé khorasan était probablement cultivé à petite échelle et à titre privé au Proche-Orient, en Asie centrale et en Afrique du Nord. Cependant, il n'a pas fait l'objet d'une production commerciale jusqu'à récemment. 
À l'arrivée du grain aux États-Unis en 1949, il ne suscita pas grand intérêt et tomba en désuétude. En 1977, Mack et Bob Quinn, deux agriculteurs du Montana, décidèrent de cultiver ce grain ancien. En 1990, la variété a été officiellement reconnue par le département de l'Agriculture des États-Unis (USDA) sous le nom de 'QK-77', tandis que les frères Quinn l'enregistraient sous la marque « Kamut ».
Selon le site de ce producteur de ce blé, le khorasan aurait été réintroduit dans les temps modernes grâce à un aviateur américain, Earl Dedman, qui a envoyé en 1949 quelques grains de blé d'Égypte à son père dans le Montana (États-Unis), qui les a multipliés. Selon cette même source, ces grains proviendraient de la tombe d'un pharaon, d'où le surnom américain de « King Tut's Wheat » (signifiant : « blé du roi Toutânkhamon »). 
On ne sait pas quand et comment le blé khorasan a été introduit en Égypte. Toujours selon ce même producteur de blé, Noé aurait emporté ce grain dans son Arche, ce qui lui a valu le surnom de « blé du prophète ». 
En Turquie, il est parfois surnommé « dent de chameau » (deve dişi) comme d'autres gros grains (grains de blé et grains de grenade)
De nos jours, on peut le trouver relativement couramment dans les commerces spécialisés et dans certaines grandes surfaces.

## Propriétés nutritives
Le blé de Khorasan fournit plus ou moins 360 calories pour 100 g. Il contient de 20 à 40 % de plus de protéines que le blé tendre, ainsi qu'une plus grande proportion d'acides aminés essentiels et d'acides gras non saturés. Il est également riche en sélénium. Pour 100 g, le blé de Khorasan fournit 39 % des apports nutritionnels conseillés en zinc et 38 % des ANC en magnésium. Enfin, sa teneur en glucides, lipides et potassium lui confèrent une valeur nutritionnelle intéressante.
Comme l'orge, le seigle et d'autres variétés de blé anciennes telles que l'épeautre et l'engrain, le blé de Khorasan contient du gluten. Il ne convient donc pas aux personnes atteintes de la maladie cœliaque ni pour un régime sans gluten.

## Utilisation
L'utilisation du blé de Khorasan est la même que celle du froment. On peut ainsi le trouver sous différentes formes :
- en grains entiers (boulgour, semoule, flocons...) ;
- en grains soufflés dans certains mueslis ;
- sous forme de farines alimentaires.

Ayant la particularité d'être jaunâtre et de ressembler à une fine semoule, la farine de blé khorasan s'emploie pour les pâtisseries, les pains ou encore les pâtes alimentaires, tout comme la farine de blé conventionnelle. 
Le pain au blé khorasan est apprécié pour la densité de sa mie et son goût. Son goût évoque celui d'un beurre de noisette, ou de pain d'épices, doux et très légèrement sucré.

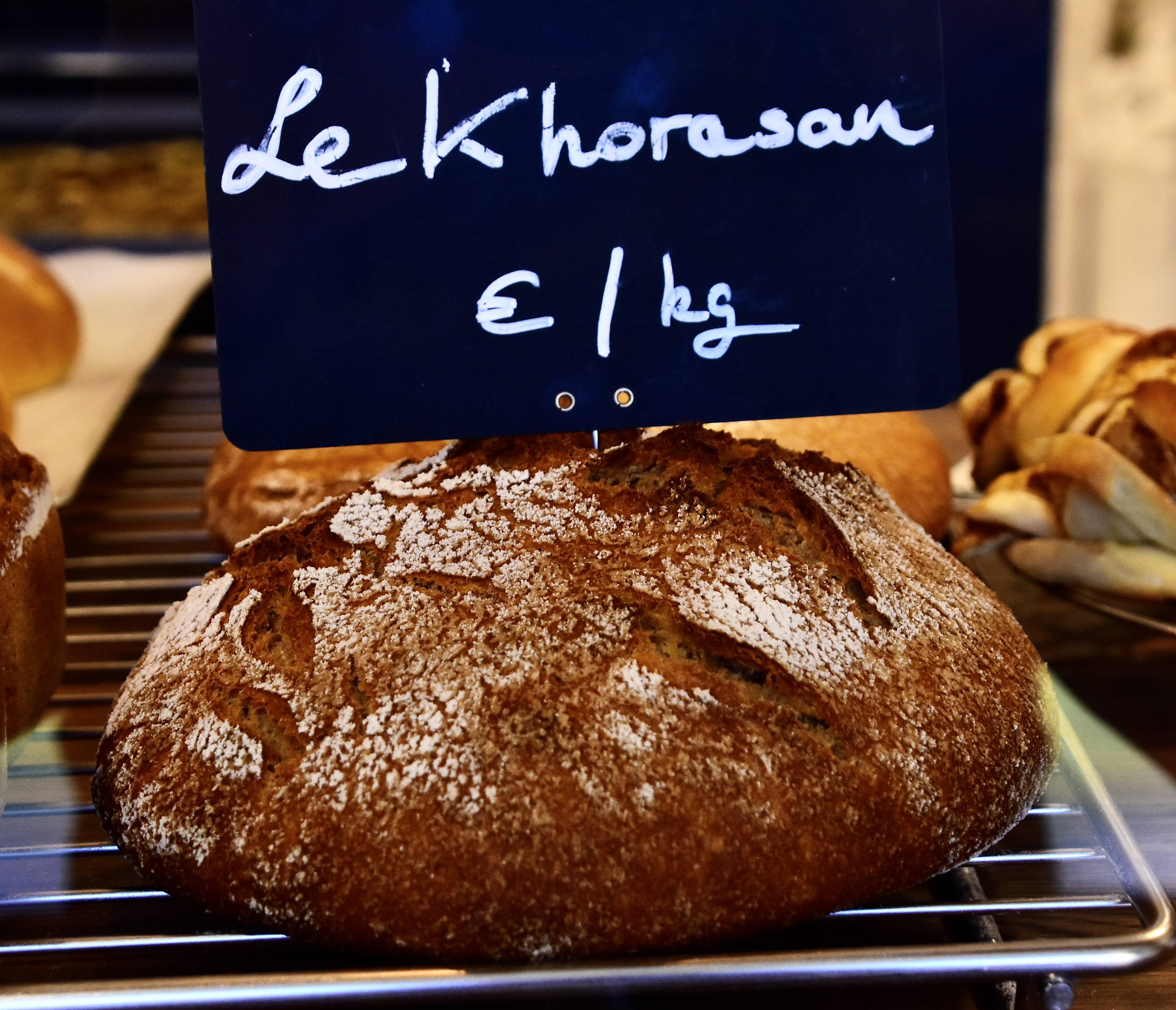
Pain au blé khorasan au levain naturel
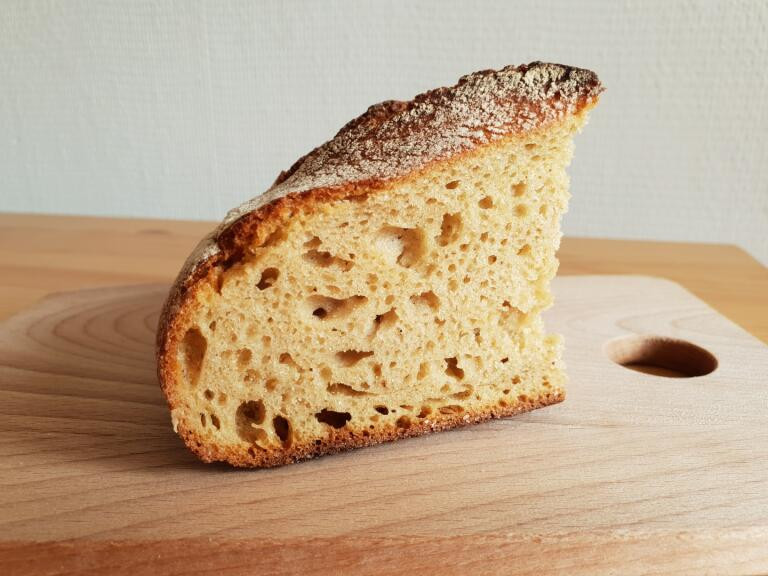
Tranche de pain à la farine de blé khorasan

## Marque déposée Kamut
Un cultivar du blé khorasan, dont les graines furent trouvées en Égypte en 1949 et qui est cultivé selon les règles de l'agriculture biologique sous contrôle de la société Kamut International, est commercialisé sous la marque Kamut, déposée en 1990.